# Darrell Russell
Darrell Anthony Russell Jr. (Pensacola, 27 maggio 1976 – Los Angeles, 15 dicembre 2005) è stato un giocatore di football americano statunitense che ha giocato nel ruolo di defensive tackle nella National Football League (NFL). Fu scelto nel corso del primo giro (2º assoluto) del Draft NFL 1997 dagli Oakland Raiders. Al college giocò a football all'University of Southern California

## Carriera
Russell fu scelto come secondo assoluto dagli Oakland Raiders nel Draft 1997, firmando un contratto da 7 anni del valore di 22 milioni di dollari che all'epoca fu il più ricco mai firmato da un rookie della NFL.
In carriera, Russell mise a segno 28,5 sack. Dopo essere stato convocato per il Pro Bowl nel 1998 e 1999 e avere mantenuto una media di 10 sack all'anno, fu sospeso per quattro partite nel 2001 per abuso di sostante vietate dalla lega. Poco dopo fu trovato nuovamente trovato positivo e gli fu affibbiata una sospensione di un anno dalla lega, poi tramutata in una a tempo indefinito.
Russell fu trovato positivo ancora nel 2004, la sua settima infrazione. Dopo essere rimasto fuori dai campi di gioco per un anno e mezzo, aveva giocato otto partite nel 2003 per i Washington Redskins. La sua ultima esperienza nella NFL fu con i Tampa Bay Buccaneers nel training camp del 2004.

## Morte
Il 15 dicembre 2005, Russell era il passeggero nel Pontiac Grand Prix del 2004 dell'auto guidata dal suo ex compagno a USC e stretto amico Michael Bastianelli che perse il controllo della vettura, colpì diversi oggetti, inclusi un albero e un idrante, prima di schiantarsi contro un bus parcheggiato. Entrambi gli uomini furono trovati incoscienti e portati nell'area dell'ospedale, dove furono dichiarati morti.

## Palmarès
- Convocazioni al Pro Bowl: 2

1998, 1999
- First-team All-Pro: 2

1998, 1999
- PFWA All-Rookie Team - 1997

## Statistiche
| Partite    | 83   |
| Sack       | 28,5 |
| Intercetti | 3    |